# Jessica Pegula
Jessica Pegula (Buffalo, New York, 1994. február 24. –) párosban világelső amerikai hivatásos teniszezőnő.
Pályafutása során egyéniben kilenc, párosban hét alkalommal győzött WTA-tornán, emellett párosban egy WTA 125K- és hét ITF-tornagyőzelmet szerzett.
A Grand Slam-tornákon a legjobb eredményét egyéniben a 2024-es US Openen érte el, amelyen döntőt játszott, valamint a 2022-es Roland Garroson párosban is a döntőig jutott. A 2023-as WTA Finals év végi világbajnokságon döntőt játszott.
Legmagasabb világranglista helyezése egyéniben a 2022. október 24-én elért 3. helyezés, párosban 2023. szeptember 11-én egy hétig a világranglista élére került, majd 2023. október 23-án újabb két hétig páros világelső volt, így összesen 3 hétig állt a világranglista élén.

## Grand Slam döntői

### Egyéni

#### Elveszített döntői (1)
| Év   | Bajnokság | Borítás | Ellenfél         | Eredmény |
| ---- | --------- | ------- | ---------------- | -------- |
| 2024 | US Open   | Kemény  | Arina Szabalenka | 5–7, 5–7 |

### Páros

#### Elveszített döntői (1)
| Év   | Bajnokság     | Borítás | Partner    | Ellenfél                            | Eredmény      |
| ---- | ------------- | ------- | ---------- | ----------------------------------- | ------------- |
| 2022 | Roland Garros | Salak   | Cori Gauff | Caroline Garcia Kristina Mladenovic | 6–2, 3–6, 2–6 |

## WTA döntői

### Egyéni

#### Győzelmei (9)
| Összesítés            |                              |
| Grand Slam-torna (0)  |                              |
| Premier Mandatory (0) | WTA 1000 (kötelező)* (0)     |
| Premier Five (0)      | WTA 1000 (nem kötelező)* (3) |
| Premier (0)           | WTA 500* (3)                 |
| International (1)     | WTA 250* (2)                 |
| WTA Finals (0)        |                              |

*2021-től megváltozott a tornák kategóriáinak elnevezése.
| No. | Dátum               | Torna                                         | Borítás      | Ellenfél             | Eredmény            | Megj. |
| --- | ------------------- | --------------------------------------------- | ------------ | -------------------- | ------------------- | ----- |
| 1.  | 2019. augusztus 4.  | Citi Open, Washington                         | Kemény       | Camila Giorgi        | 6–2, 6–2            |       |
| 2.  | 2022. október 23.   | Guadalajara Open Akron, Guadalajara, Mexikó   | Kemény       | María Szákari        | 6–2, 6–3            |       |
| 3.  | 2023. augusztus 13. | Canada Masters, Montréal, Kanada              | Kemény       | Ljudmila Szamszonova | 6–1, 6–0            |       |
| 4.  | 2023. október 15.   | Korea Open, Szöul, Dél-Korea                  | Kemény       | Jüan Jüe             | 6–2, 6–3            |       |
| 5.  | 2024. június 23.    | German Open, Berlin, Németország              | Fű           | Anna Kalinszkaja     | 6–7(0), 6–4, 7–6(3) |       |
| 6.  | 2024. augusztus 11. | Canadian Open, Toronto, Kanada                | Kemény       | Amanda Anisimova     | 6–3, 2–6, 6–1       |       |
| 7.  | 2025. március 2.    | ATX Open, Austin, Egyesült Államok            | Kemény       | McCartney Kessler    | 7–5, 6–2            |       |
| 8.  | 2025. április 6.    | Charleston Open, Charleston, Egyesült Államok | Salak (zöld) | Sofia Kenin          | 6–3, 7–5            |       |
| 9.  | 2025. június 28.    | Bad Homburg Open, Bad Homburg, Németország    | Fű           | Iga Świątek          | 6–4, 7–5            |       |

#### Elveszített döntői (10)
| No. | Dátum                | Torna                                                  | Borítás     | Ellenfél               | Eredmény      | Megj.     |
| --- | -------------------- | ------------------------------------------------------ | ----------- | ---------------------- | ------------- | --------- |
| 1.  | 2018. szeptember 16. | Bell Challenge, Québec                                 | Szőnyeg (f) | Pauline Parmentier     | 5–7, 2–6      |           |
| 2.  | 2020. január 12.     | ASB Classic, Auckland, Új-Zéland                       | Kemény      | Serena Williams        | 3–6, 4–6      |           |
| 3.  | 2022. május 7.       | Madrid Open, Madrid, Spanyolország                     | Salak       | Unsz Dzsábir           | 5–7, 6–0, 2–6 |           |
| 4.  | 2023. február 18.    | Qatar Total Open, Doha, Katar                          | Kemény      | Iga Świątek            | 3–6, 0–6      |           |
| 5.  | 2023. október 1.     | Pan Pacific Open, Tokió, Japán                         | Kemény      | Veronyika Kugyermetova | 5–7, 1–6      |           |
| 6.  | 2023. november 5.    | WTA Finals, Cancún, Mexikó                             | Kemény      | Iga Świątek            | 1–6, 0–6      | részletek |
| 7.  | 2024. augusztus 19.  | Cincinnati Open, Cincinnati, Amerikai Egyesült Államok | Kemény      | Arina Szabalenka       | 3–6, 5–7      |           |
| 8.  | 2024. szeptember 7.  | US Open, New York, Amerikai Egyesült Államok           | Kemény      | Arina Szabalenka       | 5–7, 5–7      | részletek |
| 9.  | 2025. január 11.     | Adelaide International, Adelaide, Ausztrália           | Kemény      | Madison Keys           | 3–6, 6–4, 1–6 |           |
| 10. | 2025. március 29.    | Miami Open, Miami, Egyesült Államok                    | Kemény      | Arina Szabalenka       | 5–7, 2–6      |           |

### Páros

#### Győzelmei (7)
| Összesítés                  |
| Grand Slam-torna (0)        |
| WTA 1000 (kötelező) (1)     |
| WTA 1000 (nem kötelező) (2) |
| WTA 500 (2)                 |
| WTA 250 (2)                 |

| No. | Dátum               | Torna                                        | Borítás | Partner        | Ellenfelek                           | Eredmény            | Megj. |
| --- | ------------------- | -------------------------------------------- | ------- | -------------- | ------------------------------------ | ------------------- | ----- |
| 1.  | 2022. január 8.     | Gippsland Trophy, Melbourne                  | Kemény  | Asia Muhammad  | Sara Errani Jasmine Paolini          | 6–3, 6–1            |       |
| 2.  | 2022. február 25.   | Qatar Total Open, Doha, Katar                | Kemény  | Cori Gauff     | Veronyika Kugyermetova Elise Mertens | 3–6, 7–5, [10–5]    |       |
| 3.  | 2022. augusztus 7.  | Washington Open, Washington, USA             | Kemény  | Erin Routliffe | Anna Kalinszkaja Catherine McNally   | 6–3, 5–7, [12–10]   |       |
| 4.  | 2022. augusztus 14. | Canadian Open, Toronto, Kanada               | Kemény  | Cori Gauff     | Nicole Melichar-Martinez Ellen Perez | 6–4, 6–7(5), [10–5] |       |
| 5.  | 2022. október 16.   | San Diego Open, San Diego, USA               | Kemény  | Cori Gauff     | Gabriela Dabrowski Giuliana Olmos    | 1–6, 7–5, [10–4]    |       |
| 6.  | 2023. február 19.   | Qatar Total Open, Doha, Katar                | Kemény  | Cori Gauff     | Ljudmila Kicsenok Jeļena Ostapenko   | 6–4, 2–6, [10–7]    |       |
| 7.  | 2023. április 9.    | Miami Open, Miami, Amerikai Egyesült Államok | Kemény  | Cori Gauff     | Leylah Fernandez Taylor Townsend     | 7–6(6), 6–2         |       |

#### Elveszített döntői (5)
| No. | Dátum             | Torna                                                | Borítás | Partner          | Ellenfelek                             | Eredmény      | Megj.     |
| --- | ----------------- | ---------------------------------------------------- | ------- | ---------------- | -------------------------------------- | ------------- | --------- |
| 1.  | 2022. június 5.   | Roland Garros, Párizs, Franciaország                 | Salak   | Cori Gauff       | Caroline Garcia Kristina Mladenovic    | 6–2, 3–6, 2–6 | részletek |
| 2.  | 2023. május 7.    | Madrid Open, Madrid, Spanyolország                   | Salak   | Cori Gauff       | Viktorija Azaranka Beatriz Haddad Maia | 1–6, 4–6      |           |
| 3.  | 2023. május 21.   | Italian Open, Róma, Olaszország                      | Salak   | Cori Gauff       | Storm Hunter Elise Mertens             | 4–6, 4–6      |           |
| 4.  | 2024. március 3.  | San Diego Open, San Diego, Amerikai Egyesült Államok | Kemény  | Desirae Krawczyk | Nicole Melichar-Martinez Ellen Perez   | 1–6, 2–6      |           |
| 5.  | 2024. október 13. | Wuhan Open, Vuhan, Kína                              | Kemény  | Asia Muhammad    | Anna Danilina Irina Hromacsova         | 3–6, 6–7(6)   |           |

## WTA 125K döntői

### Egyéni: 1 (0–1)
| Eredmény | Gy–V | Dátum                              | Torna                                    | Borítás | Ellenfél         | Eredmény      |
| -------- | ---- | ---------------------------------- | ---------------------------------------- | ------- | ---------------- | ------------- |
| Loss     | 0–1  | Oracle Challenger Series – Newport | Newport Beach, Amerikai Egyesült Államok | Kemény  | Bianca Andreescu | 6–0, 4–6, 2–6 |

### Páros: 1 (1–0)
| Eredmény | Gy–V | Dátum                              | Torna        | Borítás | Partner        | Ellenfelek                      | Eredmény         |
| -------- | ---- | ---------------------------------- | ------------ | ------- | -------------- | ------------------------------- | ---------------- |
| Győztes  | 1–0  | Oracle Challenger Series – Houston | Houston, USA | Kemény  | Maegan Manasse | Desirae Krawczyk Giuliana Olmos | 1–6, 6–4, [10–8] |

## ITF-döntői

### Egyéni: 6 (0–6)
| Díjazás        |
| -------------- |
| $100,000 torna |
| $75,000 torna  |
| $50,000 torna  |
| $25,000 torna  |
| $15,000 torna  |
| $10,000 torna  |

| Eredmény | No. | Dátum              | Torna                      | Borítás    | Ellenfél         | Eredmény         |
| -------- | --- | ------------------ | -------------------------- | ---------- | ---------------- | ---------------- |
| Döntős   | 1.  | 2011. január 17.   | Lutz, USA                  | Salak      | Laura Siegemund  | 7–6(4), 1–6, 2–6 |
| Döntős   | 2.  | 2012. május 28.    | Sacramento, USA            | Kemény     | Maria Sanchez    | 6–4, 3–6, 1–6    |
| Döntős   | 3.  | 2012. augusztus 5. | Vancouver, Kanada          | Kemény     | Mallory Burdette | 3–6, 0–6         |
| Döntős   | 4.  | 2018. március 18.  | Tampa, Egyesült Államok    | Salak      | Katerina Stewart | 2–6, 3–6         |
| Döntős   | 5.  | 2018. július 15.   | Honolulu, Egyesült Államok | Kemény     | Hibino Nao       | 0–6, 2–6         |
| Döntős   | 6.  | 2019. február 3.   | Midland, Egyesült Államok  | Kemény (f) | Caty McNally     | 2–6, 4–6         |

### Páros: 17 (7–10)
| Díjazás        |
| -------------- |
| $100,000 torna |
| $75,000 torna  |
| $50,000 torna  |
| $25,000 torna  |
| $15,000 torna  |
| $10,000 torna  |

| Eredmény | No. | Dátum              | Torna                                  | Borítás    | Partner          | Ellenfelek                             | Eredmény            |
| -------- | --- | ------------------ | -------------------------------------- | ---------- | ---------------- | -------------------------------------- | ------------------- |
| Győztes  | 1.  | 2011. október 30.  | Saguenay, Kanada                       | Kemény (f) | Babos Tímea      | Gabriela Dabrowski Marie-Ève Pelletier | 6–4, 6–3            |
| Döntős   | 1.  | 2011. november 6.  | Toronto, Kanada                        | Kemény (f) | Babos Tímea      | Gabriela Dabrowski Marie-Ève Pelletier | 5–7, 7–6(5), [4–10] |
| Döntős   | 2.  | 2012. január 16.   | Plantation, Egyesült Államok           | Salak      | Ahsha Rolle      | Catalina Castaño Laura Thorpe          | 4–6, 2–6            |
| Győztes  | 2.  | 2012. április 22.  | Dothan, Egyesült Államok               | Salak      | Eugenie Bouchard | Sharon Fichman Marie-Ève Pelletier     | 6–4, 4–6, [10–5]    |
| Győztes  | 3.  | 2012. május 6.     | Gifu, Japán                            | Kemény     | Cseng Szaj-szaj  | Csan Csin-vej Hszü Ven-hszin           | 6–4, 3–6, [10–4]    |
| Döntős   | 3.  | 2012. november 2.  | Toronto, Kanada                        | Kemény (f) | Eugenie Bouchard | Gabriela Dabrowski Alla Kudrjavceva    | 2–6, 6–7(2)         |
| Döntős   | 4.  | 2013. november 1.  | Toronto, Kanada                        | Kemény (f) | Melanie Oudin    | Victoria Duval Françoise Abanda        | 6–7(5), 6–2, [9–11] |
| Döntős   | 5.  | 2015. január 31.   | Maui, Egyesült Államok                 | Kemény     | Taylor Townsend  | Asia Muhammad Maria Sanchez            | 2–6, 6–3, [6–10]    |
| Döntős   | 6.  | 2016. február 28.  | Rancho Santa Fe, Egyesült Államok      | Kemény     | Carol Zhao       | Asia Muhammad Taylor Townsend          | 3–6, 4–6            |
| Döntős   | 7.  | 2016. május 8.     | Indian Harbour Beach, Egyesült Államok | Salak      | Maria Sanchez    | Julia Glushko Alekszandra Panova       | 5–7, 4–6            |
| Győztes  | 4.  | 2017. október 15.  | Sumter, Egyesült Államok               | Kemény     | Taylor Townsend  | Alexandra Mueller Caitlin Whoriskey    | 4–6, 7–5, [10–5]    |
| Győztes  | 5.  | 2017. november 4.  | Tyler, Egyesült Államok                | Kemény     | Taylor Townsend  | Jamie Loeb Rebecca Peterson            | 6–4, 6–1            |
| Döntős   | 8.  | 2017. november 11. | Waco, Egyesült Államok                 | Kemény     | Taylor Townsend  | Sofia Kenin Anasztaszija Komargyina    | 5–7, 7–5, [9–11]    |
| Döntős   | 9.  | 2018. február 4.   | Midland, Egyesült Államok              | Kemény (f) | Maria Sanchez    | Kaitlyn Christian Sabrina Santamaria   | 5–7, 6–4, [8–10]    |
| Döntős   | 10. | 2018. április 14.  | Indian Harbour Beach, Egyesült Államok | Kemény     | Maria Sanchez    | Irina Bara Sílvia Soler Espinosa       | 4–6, 2–6            |
| Győztes  | 6.  | 2018. július 15.   | Honolulu, Egyesült Államok             | Kemény     | Doi Miszaki      | Tayler Johnson Ashley Lahey            | 7–6(4), 6–3         |
| Győztes  | 7.  | 2018. október 28.  | Macon, Egyesült Államok                | Kemény     | Caty McNally     | Anna Danilina Ingrid Neel              | 6–1, 5–7, [11–9]    |

## Eredményei Grand Slam-tornákon

### Egyéni
| Grand Slam | Australian Open | Australian Open    | Roland Garros  | Roland Garros    | Wimbledon      | Wimbledon              | US Open        | US Open             |
| Év         | Eredmény        | Utolsó ellenfél    | Eredmény       | Utolsó ellenfél  | Eredmény       | Utolsó ellenfél        | Eredmény       | Utolsó ellenfél     |
| 2011       | –               | –                  | –              | –                | –              | –                      | Selejtező (Q2) | Selejtező (Q2)      |
| 2012       | –               | –                  | –              | –                | –              | –                      | Selejtező (Q2) | Selejtező (Q2)      |
| 2013       | Selejtező (Q1)  | Selejtező (Q1)     | Selejtező (Q2) | Selejtező (Q2)   | Selejtező (Q1) | Selejtező (Q1)         | –              | –                   |
| 2014       | –               | –                  | –              | –                | –              | –                      | –              | –                   |
| 2015       | –               | –                  | Selejtező (Q3) | Selejtező (Q3)   | Selejtező (Q3) | Selejtező (Q3)         | 2. kör         | Dominika Cibulková  |
| 2016       | Selejtező (Q2)  | Selejtező (Q2)     | Selejtező (Q1) | Selejtező (Q1)   | Selejtező (Q2) | Selejtező (Q2)         | 1. kör         | Agnieszka Radwańska |
| 2017       | –               | –                  | –              | –                | –              | –                      | Selejtező (Q1) | Selejtező (Q1)      |
| 2018       | –               | –                  | –              | –                | –              | –                      | Selejtező (Q3) | Selejtező (Q3)      |
| 2019       | –               | –                  | 1. kör         | Ashleigh Barty   | 1. kör         | Mihaela Buzărnescu     | 1. kör         | Alizé Cornet        |
| 2020       | 1. kör          | Taylor Townsend    | 1. kör         | Arina Szabalenka | elmaradt       | elmaradt               | 3. kör         | Petra Kvitová       |
| 2021       | Negyeddöntő     | Jennifer Brady     | 3. kör         | Sofia Kenin      | 2. kör         | L Szamszonova          | 3. kör         | Belinda Bencic      |
| 2022       | Negyeddöntő     | Ashleigh Barty     | Negyeddöntő    | Iga Świątek      | 3. kör         | Petra Martić           | Negyeddöntő    | Iga Świątek         |
| 2023       | Negyeddöntő     | Viktorija Azaranka | 3. kör         | Elise Mertens    | Negyeddöntő    | Markéta Vondroušová    | 4. kör         | Madison Keys        |
| 2024       | 2. kör          | Clara Burel        | –              | –                | 2. kör         | Vang Hszin-jü          | Döntő          | Arina Szabalenka    |
| 2025       | 3. kör          | Olga Danilović     | 4. kör         | Loïs Boisson     | 1. kör         | Elisabetta Cocciaretto |                |                     |

### Páros
| Grand Slam | Australian Open         | Australian Open                   | Roland Garros             | Roland Garros                       | Wimbledon              | Wimbledon                       | US Open                  | US Open                            |
| Év         | Eredmény Partner        | Utolsó ellenfél                   | Eredmény Partner          | Utolsó ellenfél                     | Eredmény Partner       | Utolsó ellenfél                 | Eredmény Partner         | Utolsó ellenfél                    |
| 2011       | –                       | –                                 | –                         | –                                   | –                      | –                               | 3. kör Taylor Townsend   | Vania King Jaroszlava Svedova      |
| 2012       | –                       | –                                 | –                         | –                                   | –                      | –                               | 2. kör Madison Keys      | J Makarova J Vesznyina             |
| 2013       | –                       | –                                 | –                         | –                                   | –                      | –                               | –                        | –                                  |
| 2014       | –                       | –                                 | –                         | –                                   | –                      | –                               | –                        | –                                  |
| 2015       | –                       | –                                 | –                         | –                                   | –                      | –                               | 1. kör Melanie Oudin     | Bacsinszky Tímea Csuang Csia-zsung |
| 2016       | –                       | –                                 | –                         | –                                   | –                      | –                               | 1. kör Samantha Crawford | Ljudmila Kicsenok Nagyija Kicsenok |
| 2017       | –                       | –                                 | –                         | –                                   | –                      | –                               | –                        | –                                  |
| 2018       | –                       | –                                 | –                         | –                                   | –                      | –                               | –                        | –                                  |
| 2019       | –                       | –                                 | 3. kör Desirae Krawczyk   | Elise Mertens Arina Szabalenka      | 1. kör Maria Sanchez   | Babos Tímea Kristina Mladenovic | 1. kör Desirae Krawczyk  | Caroline Dolehide Vania King       |
| 2020       | 2. kör Desirae Krawczyk | Sofia Kenin B Mattek-Sands        | Negyeddöntő Asia Muhammad | Nicole Melichar Iga Świątek         | elmaradt               | elmaradt                        | 2. kör Shelby Rogers     | Elise Mertens Arina Szabalenka     |
| 2021       | 1. kör Asia Muhammad    | Aojama Súko Sibahara Ena          | 2. kör Asia Muhammad      | Lucie Hradecká Laura Siegemund      | 3. kör Asia Muhammad   | Hszie Su-vej Elise Mertens      | 1. kör Asia Muhammad     | Ashlyn Krueger Robin Montgomery    |
| 2022       | 2. kör Asia Muhammad    | Danielle Collins Desirae Krawczyk | Döntő Cori Gauff          | Caroline Garcia Kristina Mladenovic | –                      | –                               | 1. kör Cori Gauff        | Leylah Fernandez Daria Saville     |
| 2023       | Elődöntő Cori Gauff     | Aojama Súko Sibahara Ena          | Elődöntő Cori Gauff       | Leylah Fernandez Taylor Townsend    | 3. kör Cori Gauff      | Laura Siegemund Vera Zvonarjova | Negyeddöntő Cori Gauff   | Hszie Su-vej Vang Hszin-jü         |
| 2024       | –                       | –                                 | –                         | –                                   | Negyeddöntő Cori Gauff | Hszie Su-vej Elise Mertens      |                          |                                    |

## Év végi világranglista-helyezései
| Év     | 2009 | 2010 | 2011 | 2012 | 2013 | 2014 | 2015 | 2016 | 2017 | 2018 | 2019 | 2020 | 2021 | 2022 | 2023 | 2024 |
| Egyéni | 922. | 855. | 288. | 147. | 206. | 775. | 151. | 165. | 632. | 125. | 76.  | 62.  | 18.  | 3.   | 5.   | 7.   |
| Páros  | –    | –    | 162. | 114. | 154. | 907. | 350. | 189. | 318. | 148. | 120. | 87.  | 50.  | 6.   | 3.   | 48.  |